# Bükkösd
Bükkösd è un comune dell'Ungheria di 1.295 abitanti (dati 2001) situato nella contea di Baranya, nella regione Transdanubio Meridionale.